# 葶花脆蒴报春
葶花脆蒴报春（学名：Primula scapigera），为报春花科报春花属下的一个种。

## 扩展阅读
維基物種上的相關：葶花脆蒴报春